# Chapelle Saint-Jean du Liget
Vous lisez un « article de qualité » labellisé en 2018.
Pour les articles homonymes, voir Chapelle Saint-Jean.
La chapelle Saint-Jean du Liget, ou chapelle Saint-Jean-du-Liget ou chapelle du Liget, est une ancienne chapelle située sur la commune de Sennevières, dans le département d'Indre-et-Loire, en France.
Elle est probablement construite vers le milieu du XIIe siècle bien qu'à quelques décennies près cette datation soit encore discutée, ce qui entretient l'incertitude sur l'ordre monastique, bénédictin ou cartusien, qui l'a fondée. De même, sa dédicace à saint Jean, pouvant s'appliquer à un autre monument, est contestée. Elle est rattachée à la chartreuse du Liget jusqu'à la Révolution française ; c'est alors que, déjà ruinée, elle est vendue à des propriétaires privés puis à l'État. Ce dernier en entreprend la restauration dans les années 1860 après qu'elle est classée au titre des monuments historiques en 1862. La chapelle est la propriété de la commune de Sennevières depuis 2007.
Son plan initial assez peu courant, rotonde précédée d'une nef, la rapproche de l'église du Saint-Sépulcre de Jérusalem telle que les premiers croisés la découvrent. Les parois intérieures de la rotonde de cette chapelle — seule partie conservée du monument qui comportait également une nef — étaient couvertes de fresques polychromes romanes qui représentent, pour celles qui subsistent, des figures de saints et des grandes scènes bibliques du cycle marial. Ce décor compte parmi les ensembles de fresques médiévales les mieux conservés d'Indre-et-Loire, même s'il tend à se dégrader ; c'est pour le préserver que la chapelle est fermée au public, sauf occasions exceptionnelles. 

## Localisation et toponymie

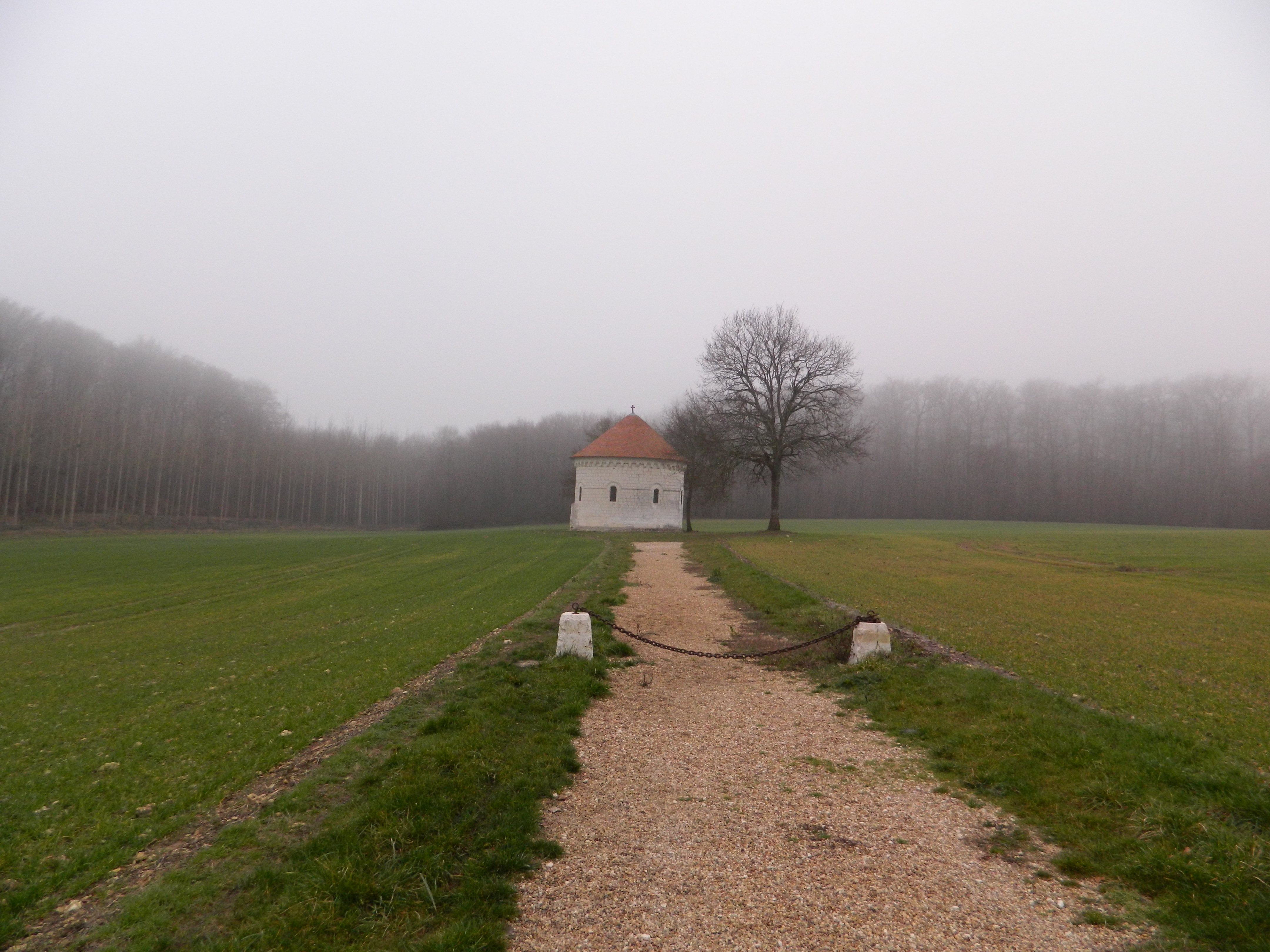
Environnement de la chapelle.

La chapelle est située à la limite des communes de Chemillé-sur-Indrois et de Sennevières, mais sur le territoire de cette dernière. Elle se trouve à moins de 900 m au sud-ouest de la chartreuse du Liget dont elle était une dépendance, et à 150 m au sud-est de la D 760 (route de Loches à Montrésor), ces distances étant exprimées à vol d'oiseau. Jusqu'au XVIIe siècle peut-être, cette route empruntait un itinéraire différent, passant au sud de la chapelle.
Elle est située, au sein de la forêt de Loches, dans une clairière accueillant une ancienne tuilerie, également rattachée à la chartreuse ; tous ces bâtiments occupent le fond et les pentes d'un même vallon. Une fontaine proche de la chapelle est l'objet d'un pèlerinage jusqu'en 1870.
L'édifice est orienté du sud-ouest (ancienne nef) au nord-est (baie « axiale » de la rotonde).
L'origine du toponyme « Liget » n'est pas attestée pour ce qui concerne la chapelle et la chartreuse tourangelles ; il apparaît sous le nom Ligetum dans une charte de 1172. Albert Philippon, reprenant en 1934 un document plus ancien, envisage toutefois que le Liget puisse être une déformation du mot lige qui indiquerait alors une forme de lien de dépendance entre cette terre et l'abbaye-mère de Villeloin dont elle relevait à l'origine.
Sa dédicace à saint Jean reste elle-même discutée. Elle est basée sur l'interprétation d'un texte du XIVe siècle mais une autre lecture envisage que la dédicace s'applique en fait à l'église de la Corroirie ; la représentation de saint Jean dans les décors de la chapelle est loin d'être attestée. Pour autant, dans le langage courant, cette chapelle ronde demeure la chapelle Saint-Jean.

## Histoire
Les circonstances ayant présidé à la fondation de la chartreuse et à la construction de la chapelle du Liget sont encore discutées, en raison des nombreuses interprétations possibles des sources. L'histoire de la chapelle, telle qu'elle est présentée, est celle vers laquelle tendent les études les plus récentes et les plus complètes ; elle reste une proposition, pouvant être affinée ou contredite à la lumière de travaux ultérieurs.

### Première fondation érémitique

Établissements monastiques du sud-est de la Touraine au Moyen Âge.

Des prospections réalisées en 1998, aboutissant à la découverte de céramiques des XIe et XIIe siècles, semblent indiquer que le site était occupé avant l'édification de la chapelle ; en 1980, Raymond Oursel signalait déjà la présence de ces artéfacts médiévaux en surface. Il est possible que très tôt, des ermites, peut-être des Bénédictins venus de l'abbaye de Villeloin, se soient installés sur le site qui relève de leur abbaye.
La terre du Liget semble rachetée à l'abbaye de Villeloin par Henri II entre 1176 et 1183 puis donnée à cette petite communauté à condition qu'elle intègre l'ordre des Chartreux, à l'image de ce qui a pu se produire à quelques kilomètres de là, sous l'égide du même souverain, pour l'abbaye cistercienne de Beaugerais vers 1150 et le prieuré grandmontain de Villiers vers 1160-1170. Ces transactions foncières ont probablement pour but de stabiliser de nouvelles communautés religieuses tout en cherchant à contrebalancer la domination des bénédictins clunisiens dans la région par la promotion d'ordres monastiques émergents,.

### Chapelle bénédictine ou cartusienne

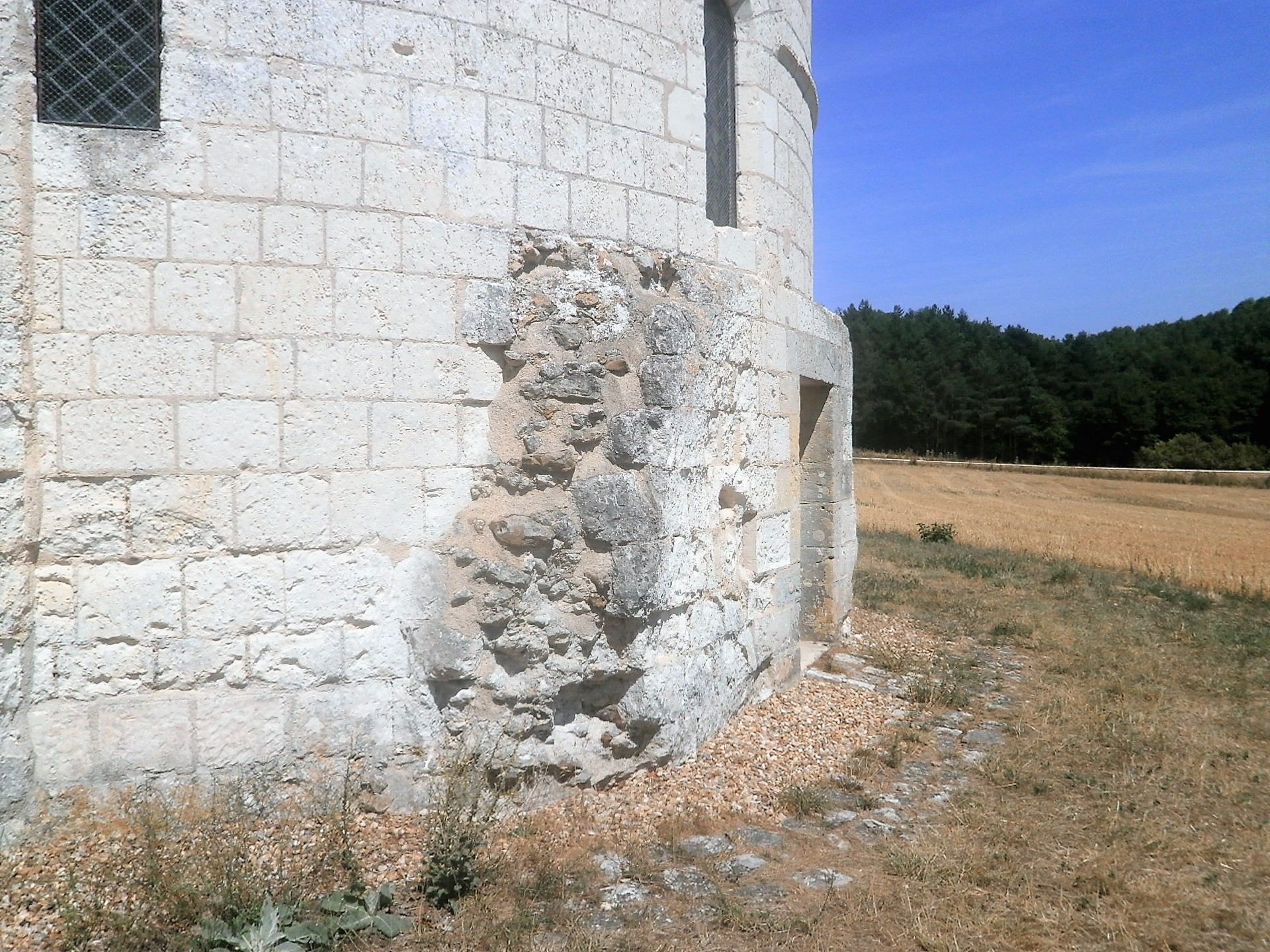
Détail de la porte sud à linteau rectangulaire et des arrachements.

La date de construction de la chapelle ainsi que l'ordre monastique qui l'a décidée font débat. Certains auteurs attribuent l'édifice aux Chartreux du Liget, après 1150 — c'est le cas de dom Étienne Housseau au XVIIIe siècle —, alors que pour d'autres, il s'agit de l’œuvre des Bénédictins de Villeloin dans la première moitié du XIIe siècle, avant la donation du domaine aux Chartreux. La construction commence très probablement par la rotonde, suivie peu de temps après par la nef dont les maçonneries oblitèrent partiellement l'encadrement de certaines baies,.
La datation des fresques est également incertaine. Après avoir, dans un premier temps et comme d'autres, proposé une datation « basse » vers la fin du XIIe siècle, l'historien Christophe Meunier revoit son appréciation en datant ces fresques de la fin de la première moitié du XIIe siècle, en accord avec Voichita Munteanu, une historienne de l'art qui a consacré une thèse à l'étude de ces peintures : cette réalisation s'accorde mieux, selon eux, avec le faste clunisien qu'avec la rigueur cartusienne. En outre, dom Willibrord Witters mentionne qu'en 1280 une décision du chapitre général des Chartreux ordonne de « faire disparaître » les peintures du Liget. Cette recommandation, non suivie d'effet, est difficilement concevable si les Chartreux sont eux-mêmes les auteurs de ces fresques ; elle devient plus compréhensible si ce sont les ermites bénédictins des premières années qui les ont réalisées. Il semble en tout cas que les décors aient tous été peints une fois la chapelle entièrement achevée, rotonde et nef. Robert Favreau, pour sa part, se basant sur l'étude graphologique des inscriptions, pense que les fresques ont été réalisées vers 1170-1180.

### Possible église monastique puis simple chapelle
Les documents anciens, et notamment l'extrait d'un obituaire du XVe siècle — le document est imprécis et entaché d'erreurs chronologiques —, peuvent laisser supposer que la chapelle a d'abord servi d'église à la maison haute (où vivent les pères voués à l'étude et à la copie des livres) de la chartreuse, puis à la Corroirie (maison basse où résident les frères chargés des travaux manuels et agricoles) jusqu'à ce que cette dernière possède, au XIIIe siècle, sa propre église. Il est même possible que les Chartreux aient envisagé dans un premier temps de construire leur maison haute autour de cette chapelle, ce qui expliquerait l'agrandissement de l'édifice par l'ajout d'une nef, avant de se raviser pour des raisons inconnues.

### Abandon précoce

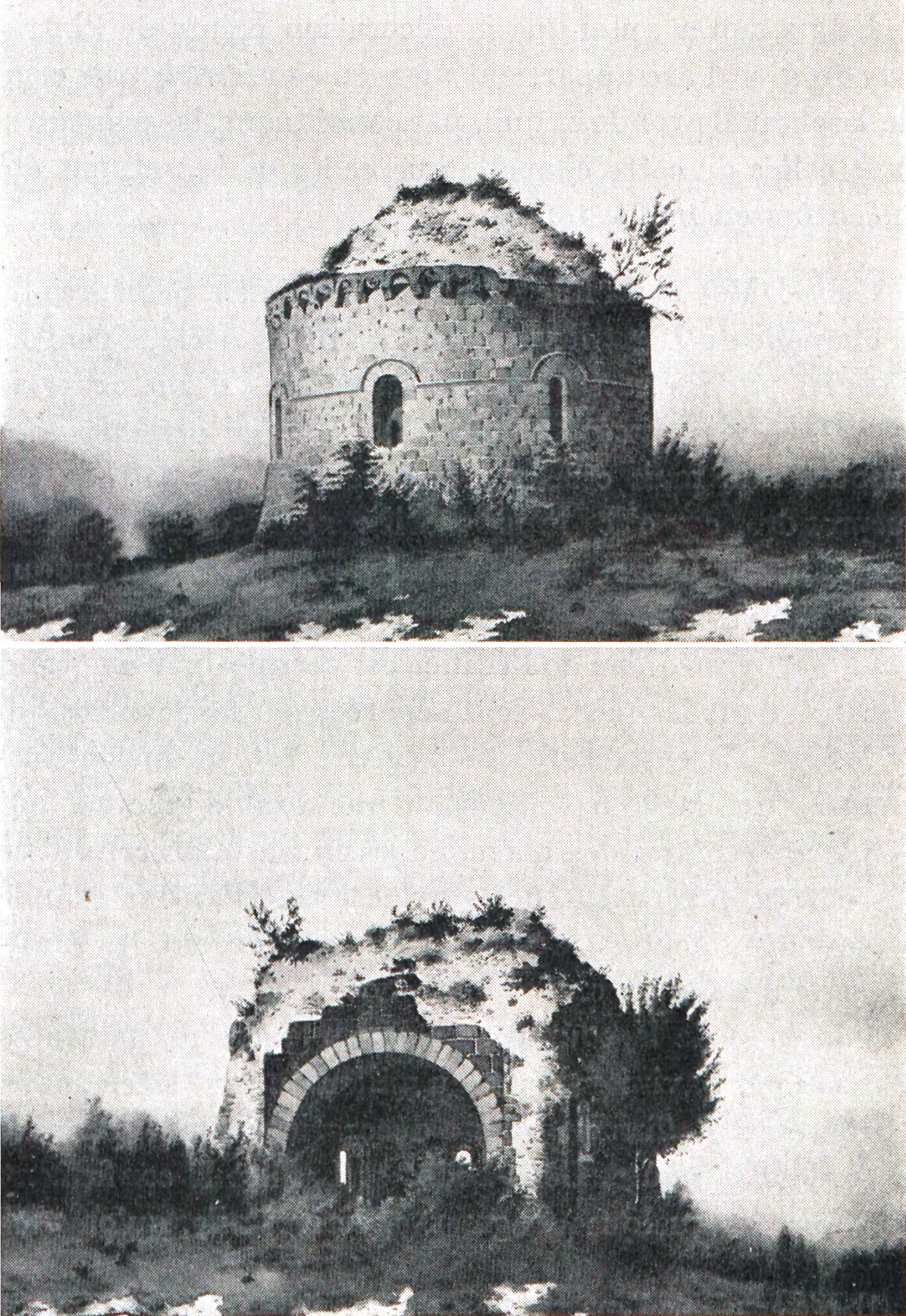
Aquarelle d'Aymar Pierre Verdier montrant l'état de la chapelle en 1850.

L'abandon de la chapelle date probablement du XVIe siècle. Le monument semble déjà très dégradé sur des plans d'arpentage du XVIIe siècle et deux aquarelles peintes en 1850 par Aymar Pierre Verdier le montrent délabré, sa toiture absente laissant apparaître le dôme de la coupole, la façade ouest béante, les murs recouverts de végétation. En 1862, la chapelle est classée au titre des monuments historiques. Des restaurations importantes sont alors entreprises sous la conduite de Verdier. L'époque de démolition de la nef qui précédait la rotonde à l'ouest n'est pas connue mais elle est antérieure à 1850 puisque cette partie de la chapelle ne figure plus sur les aquarelles réalisées à cette date.
Propriété des Chartreux du Liget jusqu'à la Révolution française, la chapelle appartient ensuite à des propriétaires privés, dont la famille qui possède également la chartreuse, jusqu'en 1851. Elle devient alors propriété de l'État, lequel la revend en 2007 à la commune de Sennevières qui en délègue la gestion touristique à la communauté de communes Loches Développement (communauté de communes Loches Sud Touraine depuis 2017).
Les fresques font l'objet de deux campagnes de restauration mal datées, entre 1851 et 1925 puis dans les années 1960. En 2009, les fresques sont restaurées sous la direction d'Arnaud de Saint-Jouan, l'architecte des bâtiments de France. Pour prévenir leur détérioration, la chapelle n'est ouverte qu'exceptionnellement au public, cependant qu'une grille derrière la porte interdit l'accès à la rotonde.

## Architecture et décor

### Chapelle

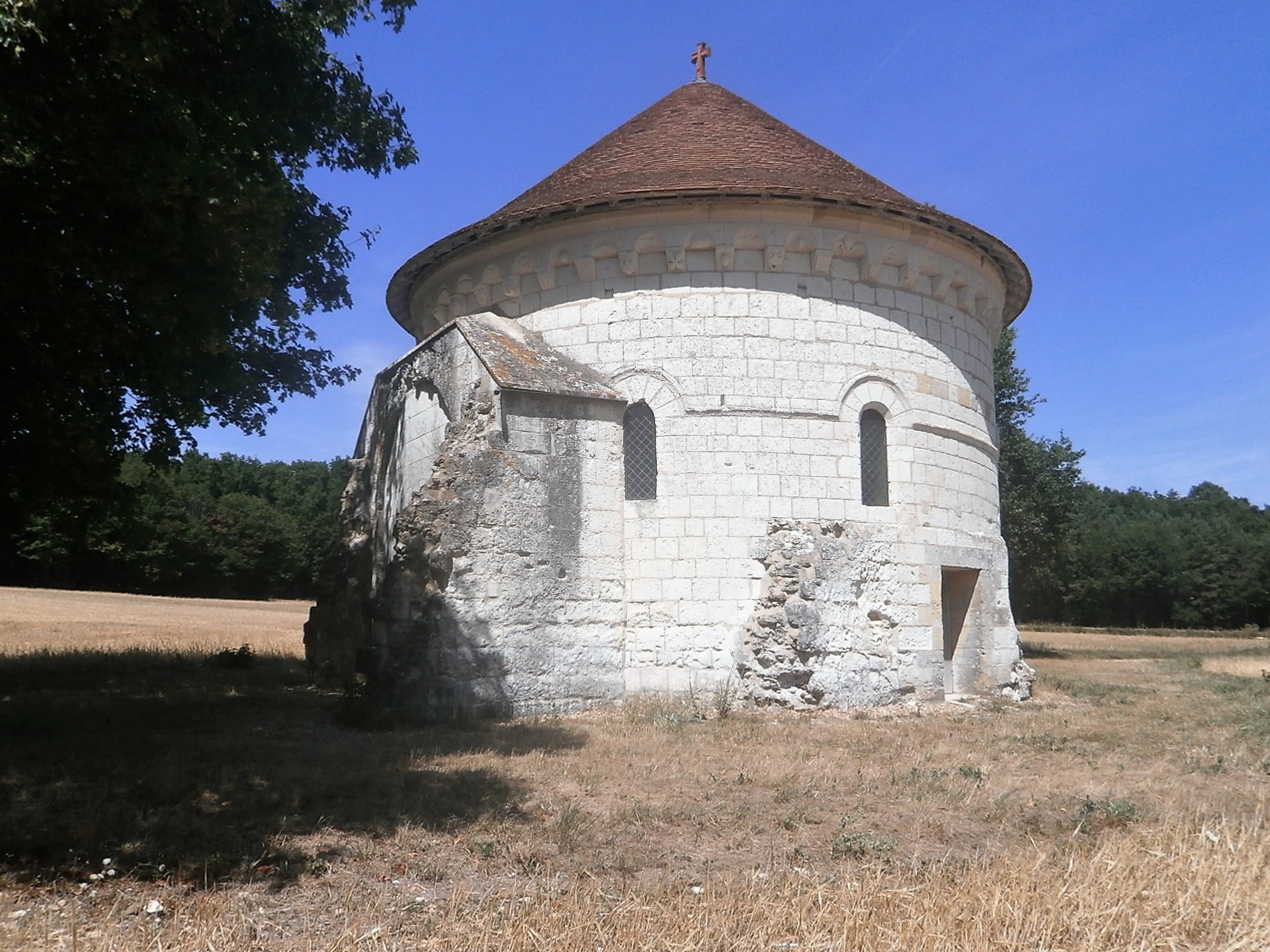
Chapelle vue depuis le sud.

La chapelle se compose d'une rotonde circulaire qui était précédée vers l'ouest d'une nef disparue à une époque indéterminée. N'en subsiste plus que le départ des murs gouttereaux au contact de la rotonde. La grande arcade qui reliait la nef à la rotonde est obturée au XIXe siècle et le mur diaphragme ainsi constitué est percé d'une porte en plein cintre. La rotonde prend jour par sept fenêtres non équidistantes, en plein cintre et mesurant 1,50 × 0,40 m en moyenne. La baie pouvant être considérée comme axiale, opposée à la porte, est toutefois un peu plus large, peut-être pour pouvoir installer en dessous un autel en pierre qui est remplacé en 1697 par un autel en bois. Une niche, peut-être un lavabo, est ménagée dans le mur sous une des fenêtres. La base de ces baies se trouve à environ 2 m du sol. Une moulure court à mi-hauteur du mur de la rotonde et souligne le cintre des baies ; le mur, en dessous de cette moulure, marque un léger ressaut. Il ne reste que les arrachements du porche ou de la salle, peut-être une sacristie,, qui précédait la porte percée au sud de la rotonde. Sans s'expliquer la fonction du massif de maçonnerie qui encadre cette porte, certains historiens réfutent toutefois l'hypothèse qu'il ait pu appartenir à une sacristie à laquelle il aurait conféré une hauteur de plafond trop faible.
La toiture conique est supportée par une corniche décorée de 45 modillons et 45 métopes ; certains sont d'origine, d'autres sont restaurés au XIXe siècle, d'autres plus récemment (seconde partie des années 2010). Les métopes et les modillons, tous différents et dont le style de sculpture reste assez naïf, représentent aussi bien des motifs géométriques (damier...) que des ornements en forme d'objets (meule, croix...), des animaux (poissons...), des végétaux (fleur, trèfle à quatre feuilles...) ou des personnages (masques humains ou animaux...).
Métopes, de gauche à droite : deux formes géométriques, double mandorle, œuf, poisson, deux formes géométriques, croix et sphère vide.
Modillons, de gauche à droite : meule, dents de scie, croix et sphère vide, masque, fleur, félin grimaçant, trèfle à quatre feuilles.

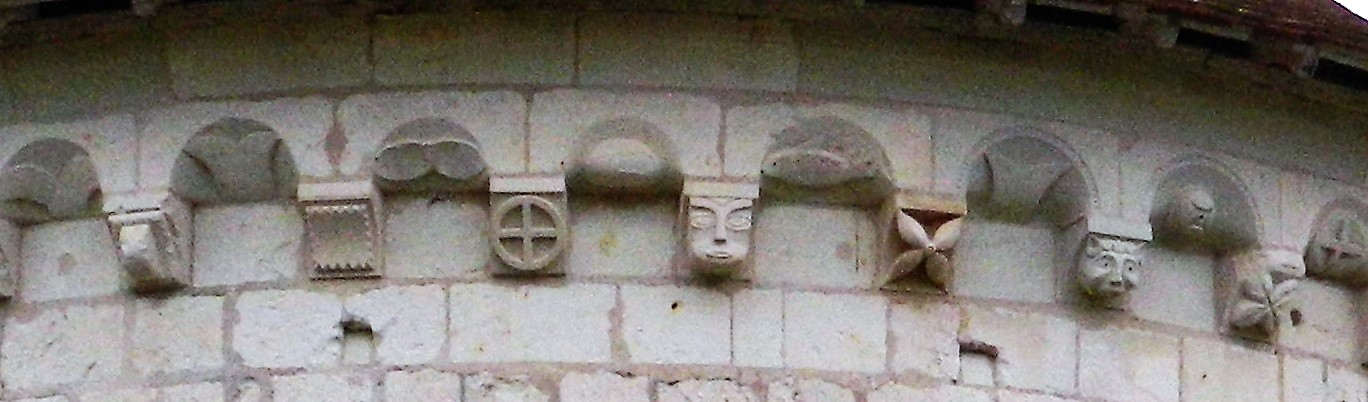
Détails de la corniche.Métopes, de gauche à droite : deux formes géométriques, double mandorle, œuf, poisson, deux formes géométriques, croix et sphère vide.
Modillons, de gauche à droite : meule, dents de scie, croix et sphère vide, masque, fleur, félin grimaçant, trèfle à quatre feuilles.

Intérieurement, la chapelle est voûtée d'une coupole hémisphérique composée d'assises concentriques en retraits successifs. Toutes les maçonneries, intérieures comme extérieures, sont appareillées en blocs réguliers de tuffeau, avec quelques assises de pierre calcaire plus dure au niveau du sol ; les murs mesurent un peu plus d'un mètre d'épaisseur.

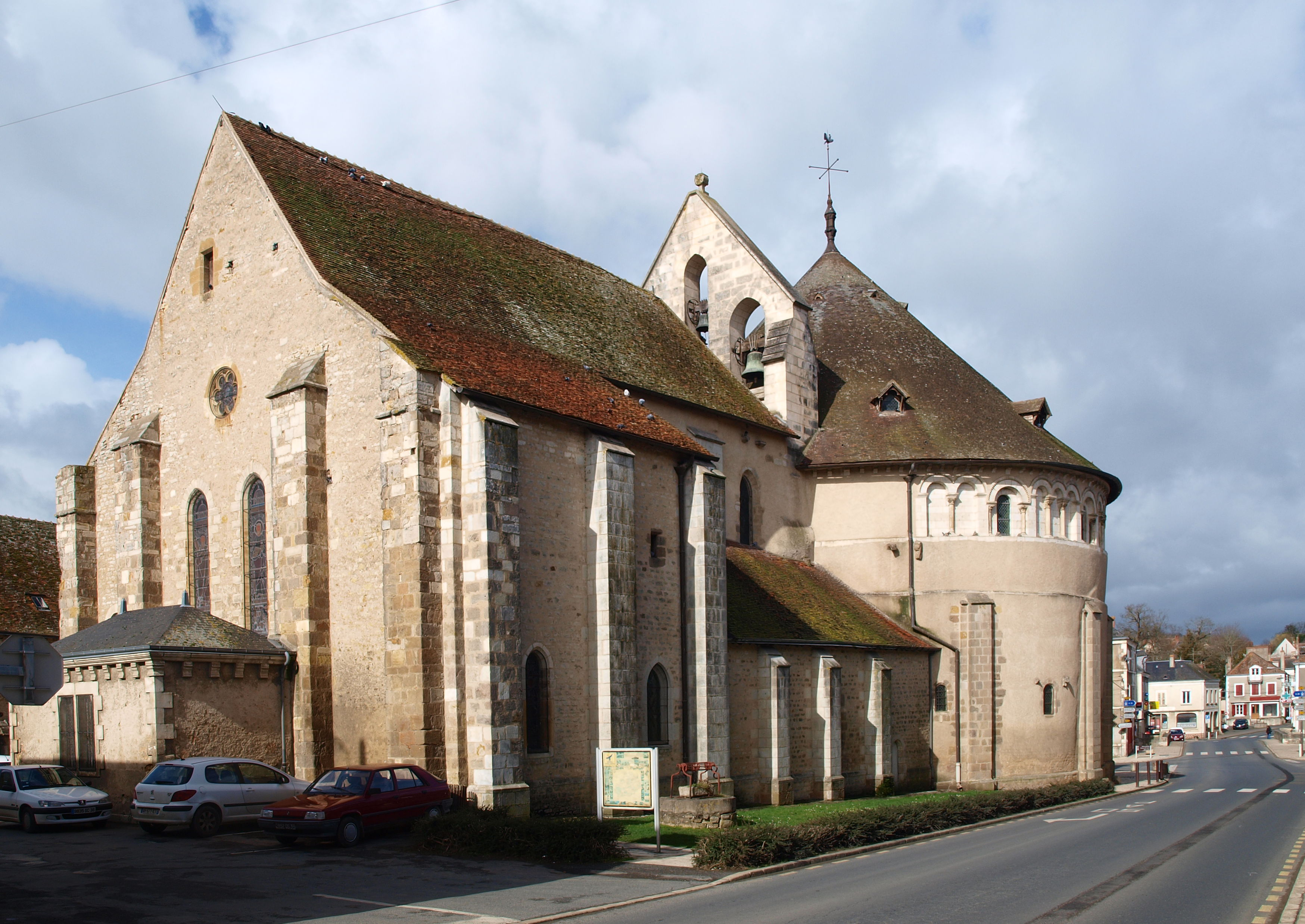
Église Saint-Étienne de Neuvy-Saint-Sépulchre.

Dans l'étude qu'il consacre à la chapelle en 2011, Christophe Meunier considère que les dimensions retenues pour l'édifice sont symboliques. La rotonde mesure 7,2 m de diamètre intérieur pour une hauteur de 6 m au niveau de la corniche et la nef 4,2 m de largeur intérieure ; en transposant ces dimensions en coudées, unité couramment utilisée au Moyen Âge mais très variable localement, ces dimensions deviennent douze coudées pour la rotonde, comme les Douze Apôtres de Jésus et sept coudées pour la nef, comme les sept jours nécessaires à Dieu pour créer le monde. Meunier envisage même un symbolisme plus direct avec l'Apocalypse, qui mentionne les 7 anges et les 12 portes de la Jérusalem céleste. Selon le même auteur, les rapports entre largeur et hauteur des composants de la chapelle, rotonde, nef et toiture, sont des applications du principe du nombre d'or. Toutefois, Bosseboeuf et après lui Favreau, accordent à la nef une longueur de 8 m alors que Meunier suggère une nef bâtie sur un plan carré.
La chapelle semble avoir été construite sur un modèle inspiré du Saint-Sépulcre de Jérusalem et rapporté de la première croisade. D'autres églises, datées elles aussi du XIIe siècle, comme l'église Saint-Étienne de Neuvy-Saint-Sépulchre, reprennent également la même disposition générale.

### Fresques

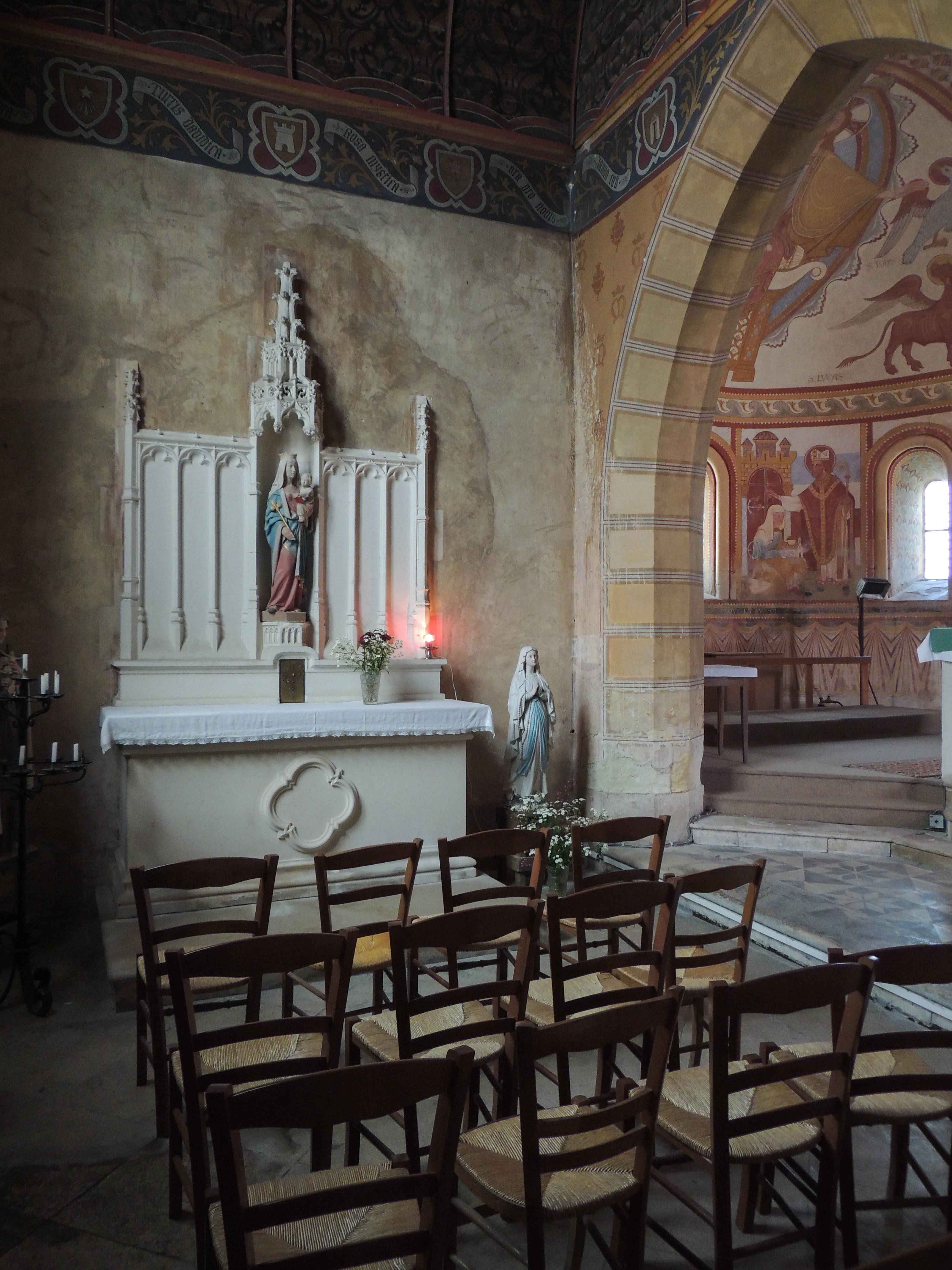
Fresques de l'église de Poncé-sur-le-Loir.

L'intérieur de la chapelle — des traces sont également présentes dans les vestiges de l'arc qui marquait le départ de la nef — était entièrement décoré de fresques romanes polychromes peintes dès la construction du bâtiment ou peu de temps après,. Ces fresques sont déjà, pour la plupart, en mauvais état lorsqu'en 1862 l'État engage des travaux de restauration et de consolidation ; concernant, pour l'intérieur de la chapelle, le mur sous les baies et la coupole, ils effacent définitivement les traces de certaines fresques. Toutefois, en 1850, l'artiste Savinien Petit en réalise un relevé et ses œuvres sont conservées à la Médiathèque de l'architecture et du patrimoine,. Depuis cette date, les fresques se dégradent : le développement de moisissures, observé à l'occasion d'une campagne de restauration en 2009, altère certains motifs et rend leur interprétation difficile.
Quatre niveaux, ou registres, peuvent être distingués, du bas vers le haut. L'unité de style dans les différentes fresques suggère à Albert Philippon qu'elles sont toutes l’œuvre d'un seul et même artiste. Le style rappelle celui des peintures murales de l'église Saint-Paul de Souday et de l'église Saint-Julien de Poncé-sur-le-Loir. Angelico Surchamp pense que la crypte de la collégiale Saint-Aignan de Saint-Aignan porte des fresques de la même main que celle du Liget.

#### Premier registre
Depuis le sol jusqu'à la base des baies un « drapé à plis tracés en brun » recouvrait le mur ; le motif est courant dans les peintures romanes. Il a totalement disparu même si quelques traces de peinture étaient encore visibles dans certains joints de maçonnerie au début des années 1930.

#### Deuxième registre

Décors de la chapelle.

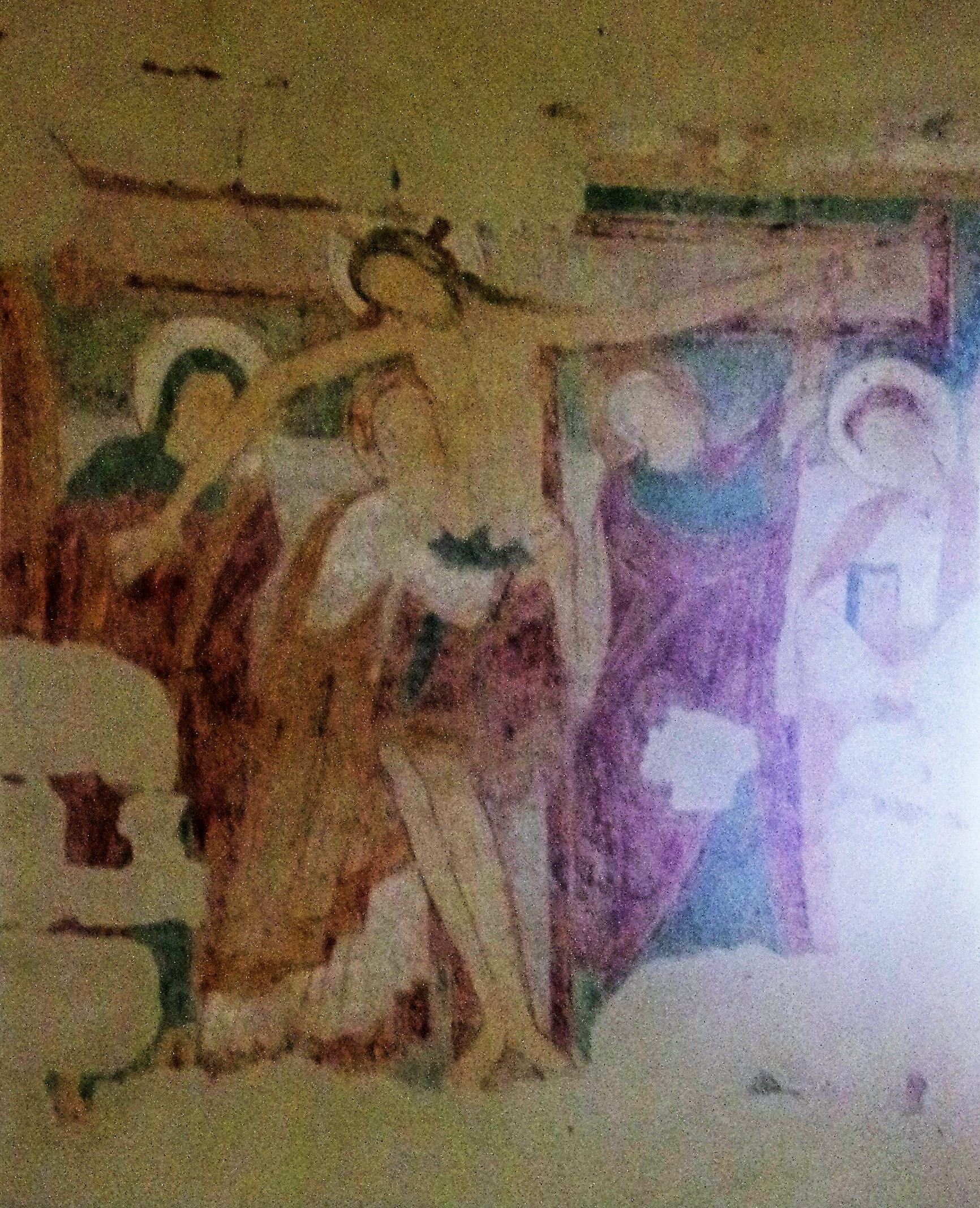
Descente de croix.

C'est dans ce registre que se trouvent, au XXIe siècle, les fresques les mieux conservées.
Six grandes scènes bibliques s'intercalent entre les baies. Dans le sens horaire, en partant de l'entrée de la rotonde, se trouvent la Nativité, la présentation de Jésus au Temple — ce thème iconographie est peu exploité à l'époque romane, puisqu'il n'en existe que trois représentations en France, dont celle du Liget —, la descente de croix, le Saint-Sépulcre puis la Dormition de Marie. L'arbre de Jessé constitue le sixième tableau. La descente de croix et le Saint-Sépulcre interrompent le cycle de ces scènes consacrées à Marie, même si elle est présente, comme personnage secondaire, dans la descente de croix. Des traces de peinture au niveau de l'intrados de l'arc marquant le départ de la nef suggèrent que d'autres scènes prenaient place à cet endroit, peut-être l'Annonciation et la Visitation qui seraient chronologiquement les premières du cycle, mais l'hypothèse n'est pas vérifiable,.

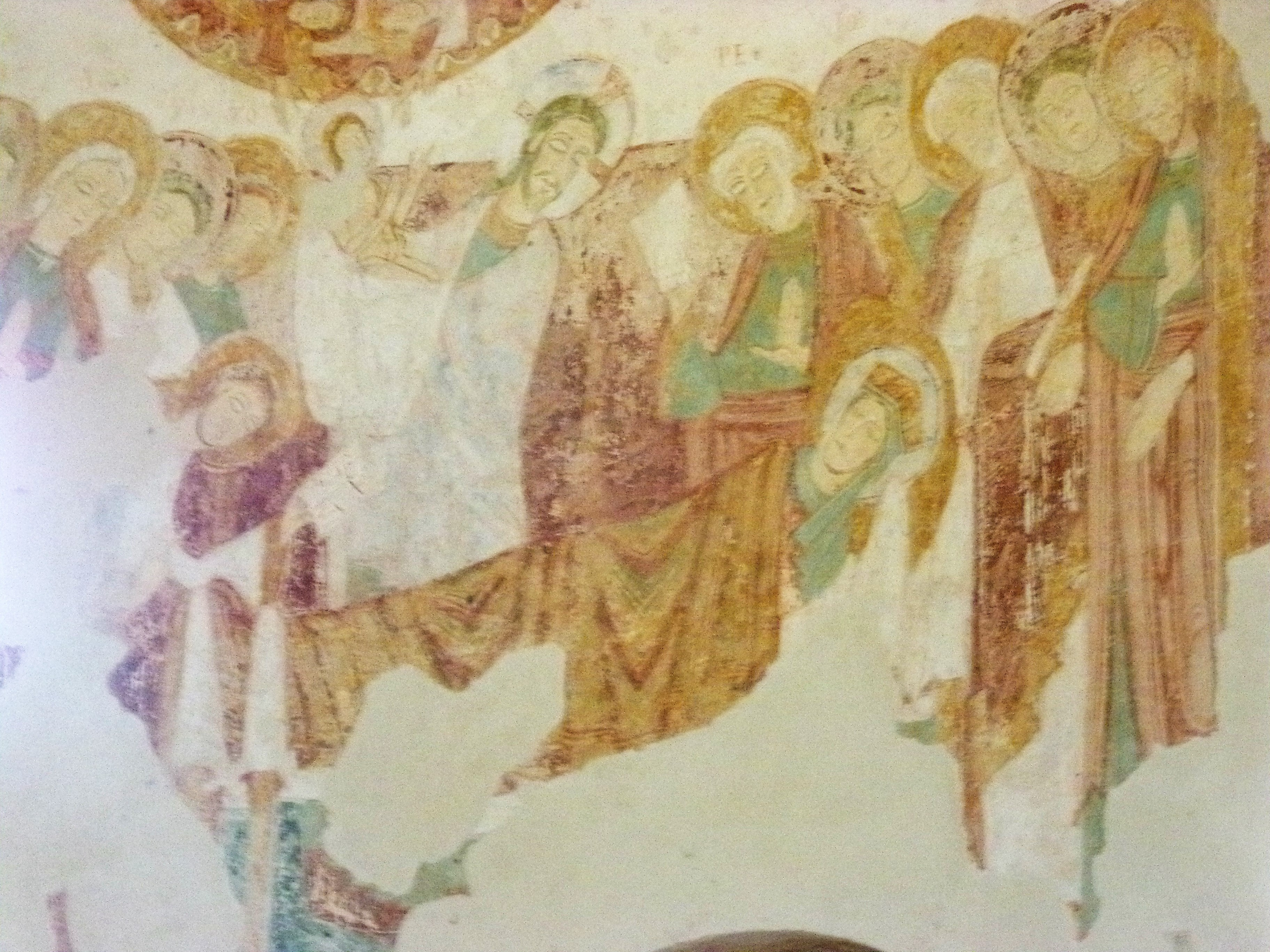
Dormition de la Vierge.

Les embrasures des sept fenêtres, numérotées de 1 à 7 dans le sens horaire en partant de l'entrée principale de la rotonde, sont elles aussi décorées, avec quatorze représentations de saints en pied, deux par fenêtre. Toutefois, contrairement aux scènes bibliques intercalaires, elles s'organisent dans un ordre « hiérarchique » décroissant à partir de la baie opposée à la porte ouest et considérée comme « axiale ». Cette baie (4) figure deux des apôtres, Pierre et Paul pour la plupart des auteurs, excepté Angelico Surchamp qui remplace Paul par Jean-Baptiste. Viennent ensuite deux baies consacrées aux saints évêques (3 et 5). Les deux baies suivantes sont certainement occupées par des saints abbés (2 et 6), les fresques de la baie no 2 étant effacées ; selon Christophe Meunier, Martin, alors représenté comme abbé et non évêque, pourrait être l'une des deux figures. Enfin, au plus près de la porte principale (1 et 7) se trouvent quatre représentations de saints martyrs. Si les historiens ayant étudié ces fresques se retrouvent sur la thématique propre à chaque fenêtre, leurs interprétations des figures diffèrent, surtout là où les fresques sont les plus endommagées et les noms des saints, qui figuraient à l'origine près des fresques, partiellement ou totalement effacés. Un manuscrit de la chartreuse, conservé à la bibliothèque municipale de Tours mais disparu dans l'incendie de juin 1940, mentionnait que l'abbaye possédait des reliques de la plupart des saints représentés dans la chapelle. Raymond Oursel relève pour sa part qu'aucun des saints habituellement honorés par les Chartreux n'est représenté dans la chapelle mais qu'y figurent Benoît et Gilles, figures importantes pour les Bénédictins et Willibrord Witters fait le même constat.
| Numérotation des baies | Philippon (1934)       | Thibout (1949)     | Surchamp (1965).        | Favreau (1988)          | Meunier (2011)          |
| ---------------------- | ---------------------- | ------------------ | ----------------------- | ----------------------- | ----------------------- |
| 1                      | Maurice et Vincent (?) | Maurice et ?       | Maurice et ?            | Maurice et Eustache (?) | Maurice et Eustache (?) |
| 2                      | -                      | -                  | -                       | -                       | Martin (?) et ?         |
| 3                      | Brice et Bénigne       | Brice et Denis     | Brice et Denis          | Brice et Denis          | Brice et Denis          |
| 4                      | Pierre et Paul         | Pierre et Paul     | Pierre et Jean-Baptiste | Pierre et Paul          | Pierre et Paul          |
| 5                      | Nicolas et Hilaire     | Nicolas et Hilaire | Nicolas et Hilaire      | Nicolas et Hilaire      | Nicolas et Hilaire      |
| 6                      | Robert et Benoît       | Gilles et Benoît   | Gilles et Benoît        | Gilles et Benoît        | Gilles et Benoît        |
| 7                      | Étienne et Laurent     | Étienne et Laurent | Étienne et Laurent      | Étienne et Laurent      | Étienne et Laurent      |

Une représentation du Christ pantocrator prend place au sud, sur le tympan de la porte percée entre les baies no 5  et 6.

#### Troisième registre

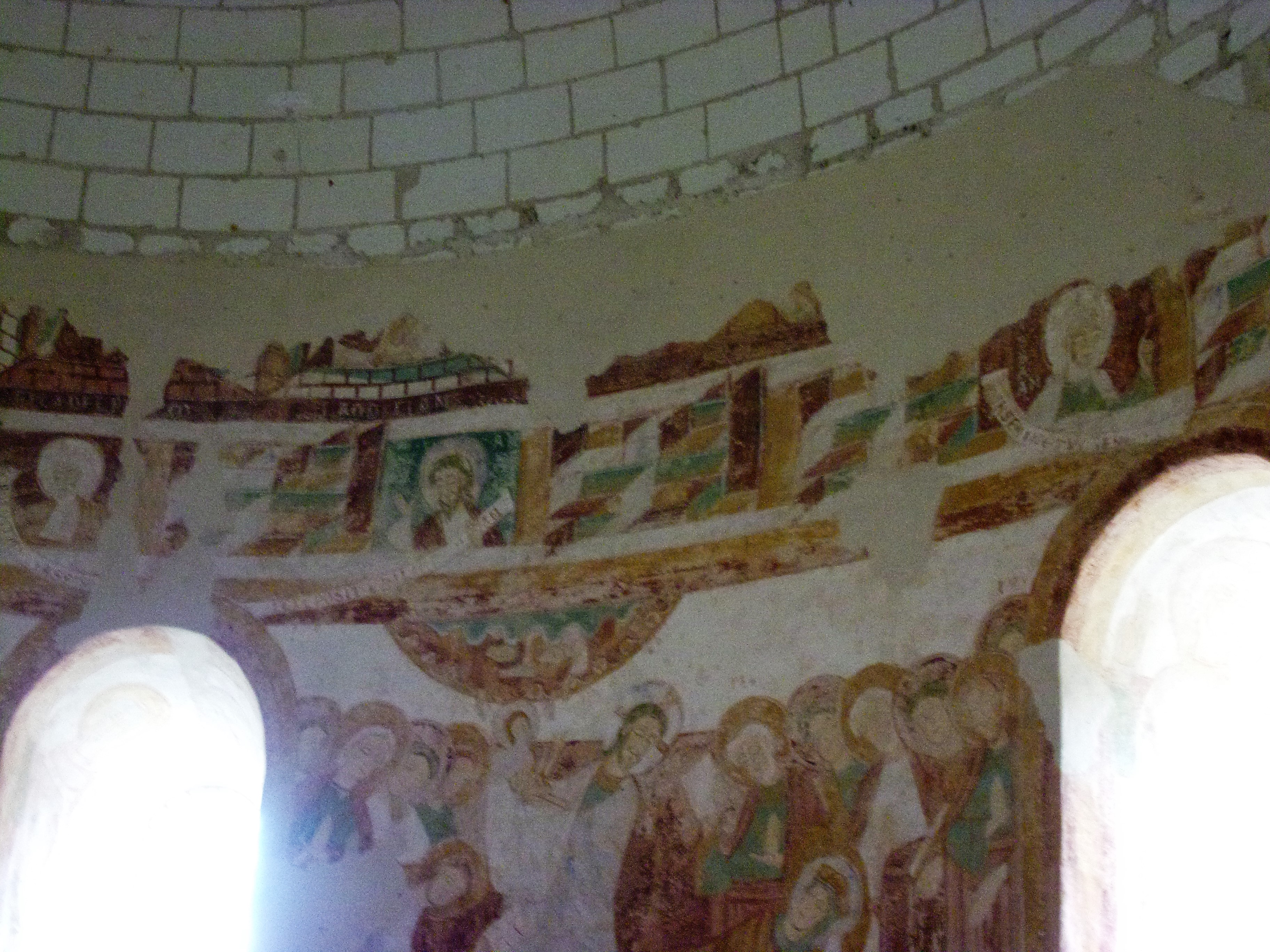
Frise supérieure.

Constitué d'une frise circulaire au-dessus des baies, ce registre est assez mal conservé. La frise dessine vingt-quatre niches probablement destinées à accueillir les représentations des vingt-quatre vieillards de l'Apocalypse. Les figures d'Abraham — à la droite duquel devait prendre place Isaïe —, Ananias et Osée peuvent être reconstituées. La plupart des personnages tiennent entre leurs mains des phylactères mais des erreurs ont peut-être été commises par le peintre chargé de leur reproduction : le texte de certains phylactères ne semble pas se rapporter aux personnages qui les tiennent, laissant entrevoir des inversions possibles pour peu que l'artiste décorateur ait recopié un texte dont il ne comprenait pas le sens.
Cette frise complète les scènes bibliques du deuxième registre mais assure également la transition avec le thème de l'Apocalypse figuré dans le quatrième registre.

#### Quatrième registre
Sur l'intrados de la coupole était représentée une figuration de l'Apocalypse, mentionnée en 1625 par un Chartreux, dans le continuité de la thématique du troisième registre. Cette fresque est probablement déjà trop endommagée par le mauvais état de son support pour être sauvegardée lors des consolidations du XIXe siècle. Seuls les noms de deux cités d'Asie Mineure, Laodicée et Philadelphie — sur sept cités mentionnées dans les premiers chapitres de ce livre —, restent discernables. Selon Angelico Surchamp, le thème de l'Agnus Dei aurait pu figurer en haut de la coupole.

## Études architecturales et épigraphiques
La liste qui suit n'est pas exhaustive. Limitée aux études consacrées à la chapelle ayant fait l'objet de publications conséquentes, elle en résume succinctement le contenu ou les particularités.
En 1862, le comte Louis de Galembert rédige un mémoire sur l'histoire et les progrès de la peinture murale et de la sculpture en Touraine depuis le Xe siècle jusqu'aux premières années du XIIIe siècle (1120), publié dans les actes de la session du Congrès archéologique de France tenue en 1862 à Saumur. Dans ce premier document, très partiellement consacré à la chapelle, il propose une première datation des fresques mais n'en décrit pas le détail.
La session du Congrès archéologique de France tenue en 1948 à Tours est consacrée à l'étude des monuments tourangeaux. Les actes qui sont publiés l'année suivante contiennent un chapitre réservé à la chapelle Saint-Jean du Liget et ses peintures murales, son architecture et l'étude de ses fresques, et rédigé par l'historien de l'art Marc Thibout.
En 1965, le médiéviste bénédictin Angelico Surchamp publie plusieurs articles consacrés à la chapelle dans l'ouvrage collectif Val de Loire roman et Touraine romane. Dans l'un de ces articles, à la différence de ses confrères, il voit la représentation de Jean Baptiste et non celle de Paul dans l'une des figurations de saints de la chapelle.
La thèse de doctorat soutenue par Voichita Muntenau en 1976 à l'université Columbia, publiée en 1978 et à laquelle se réfèrent de nombreux ouvrages et articles ultérieurs, est entièrement consacrée à l'étude des fresques de la chapelle, incluant des propositions sur la datation, la thématique et la description précise des motifs.
L'historien Robert Favreau réalise une étude sur la peinture et l'épigraphie de la chapelle du Liget. Le texte est publié sous plusieurs titres dans différents recueils ou revues, comme les Cahiers de l'inventaire en 1988. Si la publication est largement consacrée à la description et l'interprétation des fresques, elle évoque aussi d'autres aspects du monument, comme sa dédicace controversée à saint Jean.
L'ouvrage écrit en 2011 est le premier à être intégralement consacré à la chapelle, étudiée aussi bien sous l'angle historique qu'architectural ou épigraphique. Son auteur, Christophe Meunier, fait l'état des lieux des connaissances acquises et des questions en suspens ; il développe l'hypothèse originale d'une construction dont les dimensions sont une application du nombre d'or.
Dans le cadre d'une thèse de doctorat en Histoire de l'art soutenue en 2021, les fresques de la chapelle sont étudiées par Amaelle Marzais tant du point de vue stylistique que technique, au même titre que les décors peints d'autres édifices religieux d'Indre-et-Loire

#### Publications exclusivement consacrées à la chapelle Saint-Jean-du-Liget
- Robert Favreau, « Peinture et épigraphie : la chapelle du Liget », Cahiers de l'inventaire, Éditions du patrimoine, no 15,‎ décembre 1988, p. 41-49.
- Christophe Meunier, La chapelle Saint-Jean du Liget, Chemillé-sur-Indrois, Hugues de Chivré, 2011, 78 p. (ISBN 978-2-91604-346-3).
- (en) Voichita Munteanu, The cycle of frescoes of the Chapel of Le Liget, New York, Garland Pub., 1978, 269 p. (ISBN 0-82403-244-6).
- Raymond Oursel, « Histoire du Liget », dans Révélation de la peinture romane, Saint-Léger-Vauban, Zodiaque, 1980, 430 p., p. 295-306.
- Bérénice Terrier-Fourmy, Voir et croire. Peintures murales médiévales en Touraine, Tours, Conseil général d'Indre-et-Loire, 2002, 126 p. (ISBN 2-85443-412-9)
- Marc Thibout, « La chapelle Saint-Jean du Liget et ses peintures murales », dans Congrès archéologique de France, CVIe session tenue à Tours en 1948, Paris, Société française d'archéologie, 1949, 416 p., p. 173-194.

#### Publications de portée générale sur l'art roman ou l'architecture religieuse en Touraine
- [Collectif], Val de Loire roman et Touraine romane, Saint-Léger-Vauban, Zodiaque, 1965, 414 p.
- Louis-Auguste Bossebœuf (préf. abbé Émile le Pironnec), De l'Indre à l'Indrois : Montrésor, le château, la collégiale, et ses environs : Beaulieu-Lès-Loches, Saint-Jean le Liget et la Corroirie, Res Universis, coll. « Monographie des villes et villages de France », 1897 (réimpr. 1993), 103 p. (ISBN 2-74280-097-2).
- Robert Favreau, Études d'épigraphie médiévale, vol. 1, Limoges, Presses universitaires de Limoges, 1995, 621 p.
- Henri Focillon (ill. Pierre Devinoy), Peintures romanes des églises de France, Paris, Hartmann, 1938, 80 et CVI p., pl. LIX-LXIV.
- Louis de Galembert, « Mémoire sur l'histoire et les progrès de la peinture murale et de la sculpture en Touraine depuis le Xe siècle jusqu'aux premières années du XIIIe siècle (1120) », dans Congrès archéologique de France, XXIXe session tenue à Saumur en 1862, Paris, Société française d'archéologie, 1863 (lire en ligne), p. 158-187.
- Amaelle Marzais, De la main à l’esprit : étude sur les techniques et les styles des peintures murales dans l’ancien diocèse de Tours (XIe et XVe siècles), vol. I, II et III, Tours, Centre d'études supérieures de le Renaissance, 2021, 319, 268 et 915
- Christophe Meunier, La chartreuse du Liget, Chemillé-sur-Indrois, Hugues de Chivré, 2007, 172 p. (ISBN 978-2-91604-315-9).
- Albert Philippon, « La chartreuse du Liget (suite) », bulletin de la Société archéologique de Touraine, t. XXV,‎ 1934, p. 289-342 (ISSN 1153-2521, lire en ligne).